# Distretto di Karnal
Il distretto di Karnal è un distretto dell'Haryana, in India, di 1 274 843 abitanti. È situato nella divisione di Rohtak e il suo capoluogo è Karnal.